# Germán Loero
Jorge Germán Loero Marín (Lima, 27 de octubre de 1979) es un actor y profesor de improvisación teatral peruano, reconocido por el papel estelar de Marcelo Soto en las series cómicas Asi es la vida y Las locas aventuras de Jerry y Marce.

## Biografía

### Primeros años
Nacido en la capital Lima, el 27 de octubre de 1979, proviene de una familia de clase media alta.
Estudió la primaria y secundaria en el Colegio Antonio Raimondi, en el distrito de La Molina, para luego recibir clases de actuación tras haber acabado sus estudios.

### Trayectoria
Loero debuta en la actuación a los 20 años participando en la serie cómica Taxista, ra ra para el canal Panamericana Televisión y sumarse al elenco de la serie Mil oficios en 2001 como Toño Chiclote. 
Años después, en 2004 alcanza la fama gracias por su participación en la serie de televisión Asi es la vida, interpretando al popular personaje Marcelo Soto, quién inicialmente sería el trabajador de una bodega. Tras el final de la trama mencionada, en 2008 protagonizó junto a Michael Finseth el spin-off Las locas aventuras de Jerry y Marce donde interpretó el mismo personaje de Asi es la vida, incluyendo el cameo en la serie De vuelta al barrio en 2021. Participó en el homenaje a Roberto Gómez Bolaños en el canal América, interpretando al Chapulín Colorado, compartiendo al lado del comediante José Luis Cachay.[cita requerida]
En 2010, se suma al elenco de la serie claún El santo convento como el Gnomo, incluyendo su participación en La santa sazón en 2011. 
Loero se dedica por un tiempo a la rama de la enseñanza, desempeñando como profesor de improvisación teatral en la escuela Perú Claun, ubicado en el distrito de Miraflores, Región Lima;[cita requerida], además recibir clases en el Museo de Arte de Lima, manteniéndose alejado de la vida pública hasta la actualidad.
Tuvo unas participaciones especiales en la serie Al fondo hay sitio en 2015, interpretando al párroco español Xavier Carbonel, y en el programa de imitaciones Los reyes del playback del canal Latina Televisión en 2016, de la cual regresó en 2020 y se consagró campeón del dicho concurso.
En el cine, protagonizó junto a Pablo Heredia y Jesús Alzamora la película No es lo que parece en 2018, donde interpreta a Cris, quién sería la pareja sentimental de Silvia (interpretada por la modelo Angie Jibaja), y La nube en 2016 como José Rey, incluyendo su participación especial en la película Una tigresa en Asia, compartiendo junto a La Tigresa del Oriente. 
Participó en el teatro con la obra teatral Saltimbanquis en la ciudad con Gloria María Solari en 2017, donde interpretó a «Perrito». Además, se suma al reality show de competencias El Dorado sin éxito.

## Filmografía

### Televisión

#### Series de televisión
| Año       | Título                               | Rol                    | Notas                         | Emisión                 | Ref.             |
| --------- | ------------------------------------ | ---------------------- | ----------------------------- | ----------------------- | ---------------- |
| 1998-1999 | Taxista, ra ra                       | Humberto «Cara de cuy» | Rol principal                 | Panamericana Televisión |                  |
| 2001-2004 | Mil oficios                          | Toño Chiclote          | Rol principal                 | Panamericana Televisión | [ 1 ]            |
| 2004-2008 | Asi es la vida                       | Marcelo Soto «Marce»   | Rol coprotagónico             | América Televisión      | [ 2 ]            |
| 2008      | Chespirito en 11 y 12                | Chapulín Colorado      | Invitado especial             | América Televisión      | [cita requerida] |
| 2009      | Las locas aventuras de Jerry y Marce | Marcelo Soto «Marce»   | Rol protagónico               | América Televisión      | [ 2 ]            |
| 2009-2010 | El santo convento                    | «Gnomo»                | Rol principal                 | América Televisión      | [ 13 ]           |
| 2010-2012 | La Akdemia                           | Profesor de teatro     | Rol secundario                | América Televisión      | [ 14 ]           |
| 2011      | La santa sazón                       | «Gnomo»                | Rol principal                 | Panamericana Televisión | [cita requerida] |
| 2015      | Al fondo hay sitio                   | Padre Xavier Carbonell | Rol de invitado especial      | América Televisión      | [ 8 ]            |
| 2023      | Al fondo hay sitio                   | Padre Xavier Carbonell | Rol de invitado especial      | América Televisión      |                  |
| 2021      | De vuelta al barrio                  | Marcelo Soto «Marce»   | Rol de participación especial | América Televisión      | [ 6 ] [ 15 ]     |

#### Programas de televisión
| Año  | Título                 | Rol      | Notas                                          | Emisión            | Ref.             |
| ---- | ---------------------- | -------- | ---------------------------------------------- | ------------------ | ---------------- |
| 2002 | TV Insomnio            | Él mismo | Productor y locutor en off                     | Frecuencia Latina  | [cita requerida] |
| 2016 | Los reyes del playback | Él mismo | Participante (Eliminado)                       | Latina Televisión  | [ 9 ] [ 16 ]     |
| 2017 | El Dorado              | Él mismo | Participante (Noveno eliminado)                | Latina Televisión  | [ 12 ]           |
| 2020 | Los reyes del playback | Él mismo | Participante (Ganador de la tercera temporada) | Latina Televisión  | [cita requerida] |
| 2020 | Yo soy                 | Él mismo | Invitado especial (Imitador de Gustavo Cerati) | Latina Televisión  | [ 17 ]           |
| 2022 | La gran estrella       | Él mismo | Colaborador y profesor de improvisación        | América Televisión | [ 18 ]           |
| 2023 | El gran chef famosos   | Él mismo | Participante retador (Eliminado)               | Latina Televisión  | [cita requerida] |

### Cine
| Año  | Título              | Rol      | Notas             | Ref.             |
| ---- | ------------------- | -------- | ----------------- | ---------------- |
| 2006 | The Lost of Me      |          | Rol principal     | [cita requerida] |
| 2010 | No entren en pánico | Gonzalo  | Rol protagónico   | [ 19 ]           |
| 2014 | Novia por alquiler  |          | Rol coprotagónico | [ 20 ]           |
| 2016 | La nube             | José Rey | Rol protagónico   | [cita requerida] |
| 2018 | No es lo que parece | Cris     | Rol protagónico   | [ 10 ]           |
| 2018 | Una tigresa en Asia |          | Rol principal     | [cita requerida] |

### Teatro
| Año  | Título                        | Rol                | Notas                                    | Ref.                 |
| ---- | ----------------------------- | ------------------ | ---------------------------------------- | -------------------- |
| 2011 | El Grinch                     | «El Grinch»        | Rol protagónico                          | [ 21 ]               |
| 2013 | Un sombrero de paja de Italia | Vodevil            | Rol principal Dirección: Giovanni Ciccia | [ 22 ] [ 23 ] [ 24 ] |
| 2017 | El control                    |                    | Rol coprotagónico                        | [cita requerida]     |
| 2017 | Saltimbanquis en la ciudad    | Perrito            | Rol principal                            | [ 11 ]               |
| 2018 | Capitán Valentía              | «Capitán Valentía» | Rol protagónico                          | [ 25 ]               |